# استان وین لونگ
استان وین لونگ (به لاتین: Vĩnh Long Province) یک استان در ویتنام است که در مکونگ دلتا واقع شده‌است.

## خصوصیات
استان وین لونگ ۱٬۴۷۵٫۲ کیلومترمربع مساحت و ۱٬۰۴۴٬۹۰۰ نفر جمعیت دارد.